# Иван Мартин
Иван Мартин Нуњез (шп. Iván Martín Núñez; Билбао, 14. фебруар 1999) је шпански фудбалер који тренутно наступа за Ђирону. Игра на позицији везног играча.

## Успеси
Шпанија до 17
- Европско првенство до 17 година:  2016.[7]